# Łukasz z Bałut
Łukasz z Bałut, właśc. Łukasz Cieślak, inne pseudonimy: Hoji Muoto, Cielor, MC Persona Grata (ur. 25 czerwca 1981 w Łodzi) – polski artysta związany z dzielnicą Bałuty w Łodzi. Performer, fotograf, muzyk, dokumentalista, społecznik i blogger.

## Życiorys
Cieślak w działaniach artystycznych wykorzystuje performance, instalacje artystyczne, fotografię i muzykę. Jest członkiem zarządu Stowarzyszenia Kultura Realna. Jest pomysłodawcą współorganizowanego przez niego w latach 2007–2009 Festiwalu Kultury Bałuckiej „Bautata”, współorganizowanego z muzykami zespołu Psychocukier oraz twórcą Radia Wolne Bałuty (2008). Jest członkiem Zespołu Łukasza z Bałut, który tworzy z Piotrem Jachułą. według muzyków zespół gra „poezję zjebaną”, którą porównują do folku miejskiego i poezji autorskiej. W tekstach piosenek przeważa tematyka związana Bałutami. Z okazji zamknięcia klubu Jazzga powołał zespół Chujazzga wraz DJ-em 8Rolek, Tsar Połozem i Elektrycznym Węgorzem. Z Elektrycznym Węgorzem koncertuje, pełniąc rolę drugiego wokalisty, a także tworzy wraz z nim kolektyw Moja w tym głowa. Z babcią współtworzy duet performerski The Art Is Grandma!, zaś z Wiktorem Nestorko – zespół Wolne Bałuty. Jest także twórcą hip-hopowym, tworzącym pod pseudonimem MC Persona Grata. Jest współautorem utworu „Kareta Złota” zespołu Psychocukier.
Jest założycielem niezależnej wytwórni muzycznej Kąkoli Records i autorem internetowego serialu dokumentalnego „Gorzej być nie może”, przesyconego żartami związanymi z seksem i odchodami. Pełni funkcję dyrektora literackiego teatru Szwalnia w Łodzi. W ramach swojej działalności fotograficznej Cieślak portretuje Bałuty i zmiany zachodzące w tej dzielnicy. Uczestniczy jako twórca w wydarzeniach organizowanych przez Centrum Dialogu im. Marka Edelmana.

## Wystawy
- Wystawa w klubokawiarni Owoce i Warzywa (Łódź 2010),
- Wystawa w klubokawiarni Owoce i Warzywa (Łódź 2011)[17],
- „sztuGA video” i „New Life” w Galerii Promocji Młodych BOK Rondo (Łódź 2012)[18],
- „Bałuty, których już nie ma” w Miejskiej Biblioteki Publicznej przy ulicy Marynarskiej 9 (Łódź 2015)[19],
- Europejska Stolica Kultury Wrocław 2016 – wystawa prac Łódzkiej Szkoły Filmowej (Wrocław 2016)[20],
- „BałuTY tożsamości” w Miejskiej Galerii Sztuki (Łódź 2019)[21],
- „BałuTY tożsamości kontynuacja” (Łódź 2021–2022)[22]

## Filmy
Filmy Cieślaka emitowane były m.in. w TVP Kultura, Muzeum Sztuki w Łodzi i Galerii Rondo, a także prezentowane w Teatrze Realistycznym w Lublinie.

### Autor
- 2012: „Opowieść o smutku”, wyemitowany w TVP Kultura[24]
- 2014: „Opowieść o smutku – EXwzwODUS”[25],
- 2021: „Rybna” (współautorka: Joanna Sikorzanka)[26],
- 2021: „No ba! Grozi zawaleniem lub oświeceniem”[27], prezentowany w ramach Fotofestiwalu[28]
- 2022: „Ostatni kiosk na Limance”[29].  Ta sekcja jest niekompletna. Jeśli możesz, rozbuduj ją.

### Bohater
- 2014: „Łukasz z Bałut” – jako główny bohater reportażu[30] autorstwa Moniki Kalinowskiej. Film nagrodzony nagrodą im. Macieja Łukasiewicza za publikacje na temat współczesnej cywilizacji i kultury oraz popularyzację wiedzy, przyznawaną przez Stowarzyszenie Dziennikarzy Polskich i ufundowaną przez Narodowe Centrum Kultury[30][31].

## Wyróżnienia
- Stypendium Prezydenta Miasta Łodzi w dziedzinie twórczości artystycznej (2017)[20],
- Nagroda im. Maksa Szoca na Festiwalu FAMA (2017),
- Nagroda im. Mariana Redwana w kategorii literatura na Festiwalu FAMA (2017)[20],
- Nagroda Prezydenta Miasta Łodzi w dziedzinie twórczości artystycznej (2019)[3],
- Nagroda Studenckiego Radia Żak Politechniki Łódzkiej „Biały Stefan” (2019)[32],
- Odznaka „Za Zasługi dla Miasta Łodzi” (2023)[33],
- Medal 600-lecia Łodzi (2023)[34].